# Trazié Thomas
Trazié Thomas Zai (Divo, 1º luglio 1999) è un calciatore ivoriano, centrocampista svincolato.

## Carriera
Cresciuto nel settore giovanile del RC Abidjan, nel 2020 viene acquistato dal Nizza che contestualmente lo presta al Losanna. Debutta fra i professionisti il 6 dicembre in occasione dell'incontro di Super League perso 4-0 contro lo Zurigo.

## Statistiche
Statistiche aggiornate al 7 novembre 2021.

### Presenze e reti nei club
| Stagione        | Squadra         | Campionato      | Campionato | Campionato | Coppe nazionali | Coppe nazionali | Coppe nazionali | Coppe continentali | Coppe continentali | Coppe continentali | Altre coppe | Altre coppe | Altre coppe | Totale | Totale | Totale |
| Stagione        | Squadra         | Comp            | Pres       | Reti       | Comp            | Pres            | Reti            | Comp               | Pres               | Reti               | Comp        | Pres        | Reti        | Pres   | Reti   |        |
| --------------- | --------------- | --------------- | ---------- | ---------- | --------------- | --------------- | --------------- | ------------------ | ------------------ | ------------------ | ----------- | ----------- | ----------- | ------ | ------ | ------ |
| 2020-2021       | Losanna         | ASL             | 13         | 0          | CS              | 1               | 0               |                    | -                  | -                  |             | -           | -           | 14     | 0      |        |
| 2021-2022       | Losanna         | ASL             | 12         | 0          | CS              | 2               | 0               |                    | -                  | -                  |             | -           | -           | 14     | 0      |        |
| Totale carriera | Totale carriera | Totale carriera | 25         | 0          |                 | 3               | 0               |                    | -                  | -                  |             | -           | -           | 28     | 0      |        |

## Palmarès

### Club

#### Competizioni nazionali
- Campionato ivoriano: 1

RC Abidjan: 2019-2020
- Coppa d'Israele: 1

Beitar Gerusalemme: 2022-2023